# Жан II дьо Бурбон
Жан II Добрия (на френски: Jean II le Bon; * 30 август 1426; † 1 април 1488, Мулен) е 6-и херцог дьо Бурбон от 1456 г., херцог на Оверн, граф на Форе и Божоле, виконт на Мюра и Шателро, господар на Шато Шинон от 1456 г., граф на Клермон ан Бовези от 1434 г., конетабъл на Франция от 1483 г.

## Произход
Най-голям син е на Шарл I, 5-и херцог на Бурбон, и Агнес Бургундска, дъщеря на Жан Безстрашни, херцог на Бургундия.

## Живот

### Военна кариера
Жан е един от най-успешните и предани военачалници на служба при Шарл VII – краля на Франция. Участва и в Кралския съвет. Затова, че той прогонва англичаните от Гиен и Нормандия, получава прозвището „Бич на англичаните“.
Неговата военна кариера започва през 1444 г., когато Жан участва в обсадата на Мец. През 1449 г. той заедно с граф Жан дьо Дюноа се отправя за Нормандия, където превзема градовете Руан, Арфльор, Онфльор. На 15 април 1450 г. той заедно с конетабъл Артур дьо Ришмон командват френската армия в битката при Формини, завършила с разгром на англичаните. После той превзема Кан и Шербур. В резултат на това Нормандия се оказва освободена от англичаните.
От 1451 до 1453 г.  Жан заедно с граф Дюноа воюва в Гиен. В резултат на военните кампании с негово участие са превзети Монигон, Бо, Бург, Фронсак, а също столицата на Гиен Бордо. На 17 юли 1453 г. Жан участва в битката при Кастийон. След това, крал Шарл VII назначава Жан за губернатор на Гиен.

### Жан – херцог на Бурбон при трима крале
След смъртта на баща си, херцог Шарл I, Жан през 1456 г. наследява неговите обширни владения – Херцогство Бурбон и Оверн; графства Форе и Божоле, а през 1457 г. е назначен на мястото на си баща за Велик ковчежник на Франция.
След смъртта на крал Шарл VII, неговият син крал Луи XI снема ползващият се с доверието на неговия баща Жан от поста губернатор на Гиен. В резултат на това недоволният Жан през 1465 г. се присъединява към Лигата на Общественото благо. След мира, подписан в Конфлан, кралят, желаейки да поправи своята грешка и да привлече Жан на своя страна, го назначава през 1466 г. за губернатор на Орлеан, Бери, Лимузен, Лангедок и Перигор.
След това Жан отново се сражава в Нормандия, където превзема Еврьо, Вернон и Лувие.
След смъртта на крал Луи ХІ, новият крал Шарл VIII, чрез регентството, назначава през 1483 г. Жан за конетабъл на Франция.
Жан умира на 1 април 1488 г. Доколкото всички негови законни синове умират в млада възраст, владенията му наследява неговия брат Шарл ІІ дьо Бурбон (но само за 15 дни и се отказва), после по-малкият му брат Пиер ІІ дьо Бурбон.

## Бракове и деца
Жан II се жени три пъти:
∞ .1 23 декември 1447 г. в замъка на Плеси льо Тур за Жана дьо Валоа (* 1425, † 1482), дъщеря на краля на Франция Шарл VII, от която няма деца.
∞ 2. 28 август 1484 в Сен Клу за Екатерина д’Арманяк († 1487), дъщеря на Жак д’Арманяк, херцог дьо Немур, от която има един син:
- Жан (* и † 1487), граф на Клермон

∞ 3. 12 април 1487 в Абатство „Сен Жоан“, Пуату за Жана дьо Бурбон (* 1465, † 1512), дъщеря на Жан II дьо Бурбон, граф на Вандом като Жан VIII, от която има един син:
- Луи (*, † 1488), граф на Клермон

Жан също има няколко извънбрачни деца. 
От Маргьорит дьо Брюнан има един син: 
- Матийо Големи Извънбрачни Бурбон († 1505), барон на Рош ан Рение и господар на Бутеон. Той се отличава в битката при Бетюн през 1487 г. и в битката при Форнуе през 1495 г. Той е назначен за адмирал и губернатор на Гиен

От Жана Луиз д'Албре, дъщеря на Жан I д'Албре, има: 
- Шарл Извънбрачни Бурбон (* 1465/1470, † 1502), виконт на Лавдан, родоначалник на клона Бурбон-Лаведан

От няколко жени има: 
- Хектор Извънбрачни Бурбон († 1502), архиепископ на Тулуза
- Пиер Извънбрачни Бурбон, умря млад;
- Мария Извънбрачна Бурбон († 1482), ∞ 1470 за Жак дьо Сент-Коломб;
- Маргьорит Извънбрачна Бурбон (* 1445 † 1483), легитимирана през 1464 г., ∞ 1462 за Жан дьо Фериер († 1497).